# Thiago Borbas
Thiago Nicolás Borbas Silva (Montevidéu, 7 de abril de 2002) é um futebolista uruguaio que atua como atacante, atualmente joga pelo Red Bull Bragantino.

## Carreira
Borbas começou sua carreira juvenil no Club Zorzal, após o qual ingressou no River Plate-URU. Ele fez sua estreia profissional pelo River Plate em 5 de setembro de 2020, na vitória por 2 a 0 sobre o Montevideo Wanderers. Ele marcou seu primeiro gol em 10 de outubro de 2020 em uma vitória por 2–1 contra o Progreso.
Em 30 de novembro de 2022, o clube Red Bull Bragantino anunciou a contratação de Borbas em um contrato de cinco anos até dezembro de 2027.

## Carreira internacional
Borbas é um jogador jovem da seleção uruguaio. Em 21 de outubro de 2022, ele foi nomeado para a seleção preliminar de 55 jogadores do Uruguai para a Copa do Mundo FIFA de 2022. No entanto, ele não foi convocado ao elenco, que foi anunciado três semanas depois.
Em junho de 2023, Borbas recebeu sua primeira convocação para a seleção principal para amistosos contra Nicarágua e Cuba. Ele fez sua estreia em 14 de junho, entrando como substituto aos 59 minutos na vitória por 4 a 1 contra a Nicarágua.

## Títulos
Individual
- Campeonato Uruguaio Jogador jovem do ano: 2022[13]
- Campeonato Uruguaio Time do Ano: 2022[13]
- Campeonato Uruguaio Melhor marcador: 2022[13]